# Gastrotheca walkeri
Gastrotheca walkeri är en groddjursart som beskrevs av William Edward Duellman 1980. Gastrotheca walkeri ingår i släktet Gastrotheca och familjen Hemiphractidae. IUCN kategoriserar arten globalt som otillräckligt studerad. Inga underarter finns listade i Catalogue of Life.